# Leitrim

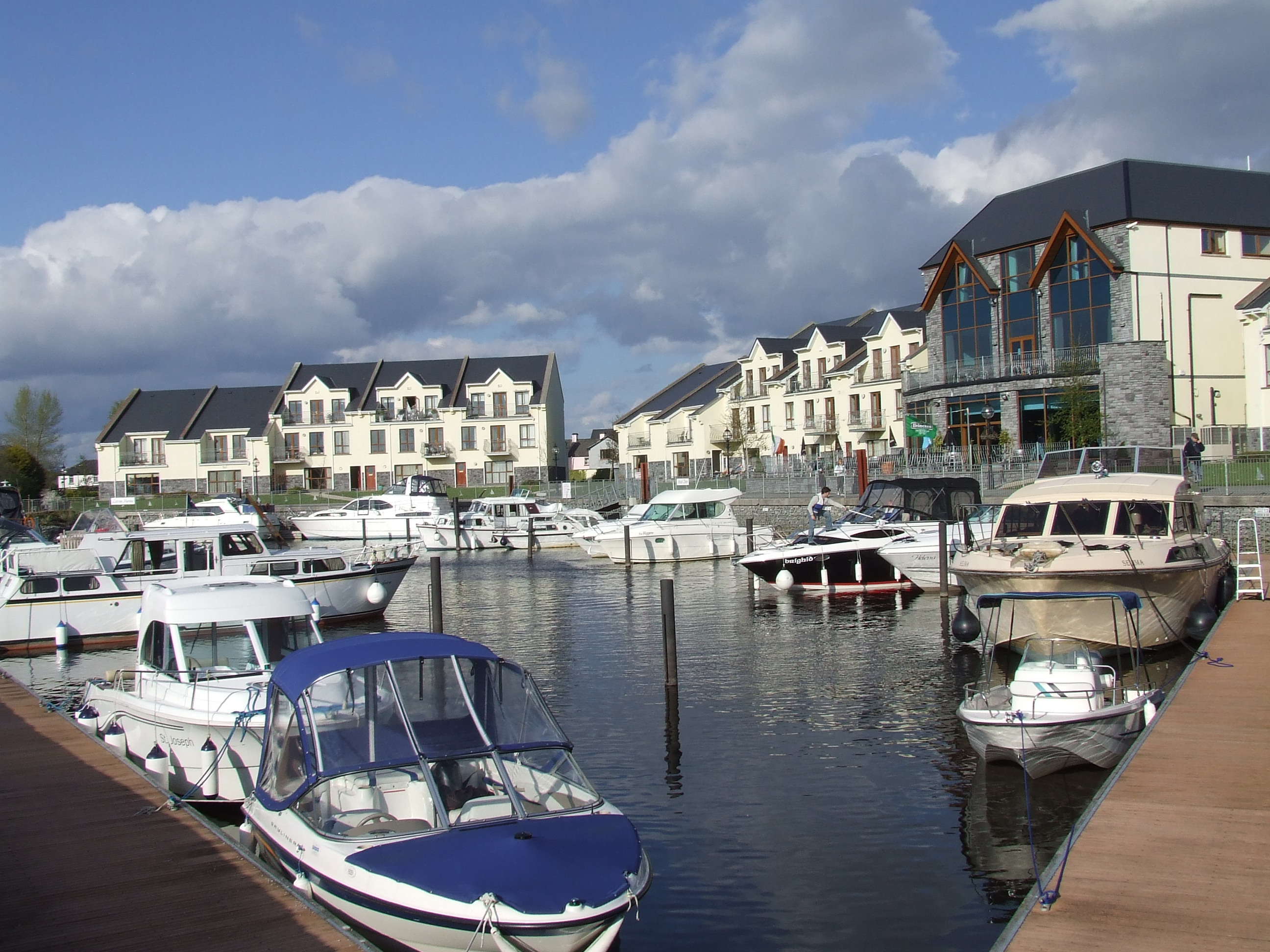
Marina del poblado de Leitrim.

Leitrim es un poblado en el condado de Leitrim, Irlanda. Hacia el 2006 contaba con una población de unos 1,100 habitantes.
Se encuentra sobre el río Shannon donde se cruzan las carreteras R280 y R284 y está conectado con el río Erne mediante el canal Shannon-Erne. El poblado se encuentra a 5 km de Carrick-on-Shannon y 155 km de Dublín.

## Historia
El poblado de Leitrim fue una plaza fuerte O'Rourke en épocas medievales y fue un sitio de importancia estratégica dado que el río en su vecindad es relativamente poco profundo y fácil de atravesar.
En 1540 Brian O'Rourke construye el castillo de Leitrim mientras se libra una gran guerra en su contra con varios frentes abiertos: en Moylurg, Muintir-Eolais, y Breifney. El castillo fue construido en un tiempo breve.
- Datos: Q2672378
- Multimedia: Leitrim, County Leitrim / Q2672378